# Меркулов, Павел Александрович
Павел Александрович Меркулов (род. 14 ноября 1963, Орёл) – российский политик, историк и политолог.  и.о. ректора Орловского государственного университета имени И.С. Тургенева. Заместитель Председателя Орловского областного Совета народных депутатов – председатель комитета по науке, молодежной политике и связям с общественными объединениями. Кандидат философских наук, доктор исторических наук, профессор. 
Член Совета Федерации Федерального собрания РФ (2001–2004), первый заместитель губернатора Орловской области (2004–2007), депутат Орловского областного совета народных депутатов (2007–2011, 2011–2016). 
Директор Среднерусского института управления – филиала РАНХиГС  2014 - 2025 года. Председатель Совета ректоров высших учебных заведений Орловской области (с 26 мая 2022 года).
Действительный государственный советник РФ 2-го класса, действительный государственный советник Орловской области 1-го класса.

## Биография
Родился 14 ноября 1963 года в городе Орёл.
Окончил Орловский педагогический институт по специальности «учитель истории, обществоведения, советского государства и права» (1985), Орловский сельскохозяйственный институт по специальности «агроном» (1992), Российскую академию государственной службы при Президенте РФ по специальности "юрист" (1996), Российскую академию народного хозяйства и государственной службы при Президенте РФ, магистратура по направлению подготовки «Государственное и муниципальное управление» (2017).
В 1995 году в Институте молодёжи под научным руководством доктора философских наук, профессора И. М. Ильинского защитил диссертацию на соискание учёной степени кандидата философских наук по теме «Политический статус молодёжи в современной России: (Теоретический аспект)» (специальность 09.00.10 — философия политики); официальные оппоненты — доктор философских наук, профессор Ю. В. Ерёмин и кандидат философских наук, профессор П. И. Бабочкин; ведущая организация — Центр социологии молодёжи Института социально-политических исследований РАН.  
В 2014 году в Московском гуманитарном университете защитил диссертацию на соискание учёной степени доктора исторических наук по теме «Исторический опыт разработки и реализации государственной молодёжной политики в России: вторая половина XIX в. — начало XXI в.» (специальность 07.00.02 — отечественная история); научный консультант — доктор исторических наук, профессор А. А. Королёв; официальные оппоненты — доктор исторических наук, профессор М. Н. Прудников, доктор исторических наук, профессор А. И. Шилов и доктор исторических наук В. В. Нехаев; ведущая организация — Российский университет дружбы народов
Является автором более 200 научных и учебных работ (из которых – 27 монографий; более 170 статей в журналах, входящих в перечень ведущих рецензируемых научных журналов и изданий; 13 учебников и учебных пособий, в том числе получивших гриф УМО). Его работы имеют международное признание и опубликованы в Германии, Белоруссии и других странах дальнего и ближнего зарубежья.
Автор и соавтор серии научных монографий, посвящённых жизни и деятельности И. Г. Старинова.
В 1985 году – командир орловского зонального студенческого отряда областного комитета ВСКСМ.
В 1985–1987 годах проходил срочную службу в рядах Советской Армии.
1987–1991 годы – инструктор, заведующий отделом комсомольских организаций, первый секретарь Орловского РК ВЛКСМ Орловской области
1989–2014 годы – член Правления Орловского областного отделения Международного общественного фонда «Российский фонд мира»
1991–1993 годы – первый секретарь областного комитета ЛКСМ РСФСР, областной организации Российского Союза молодежи Орловской области
1993–1996 годы – председатель комитета по работе с молодёжью, детьми и подростками в Администрации Орловской области
1996–1998 годы – заместитель председателя, затем первый заместитель председателя Государственного комитета РФ по делам молодежи
1998–1999 годы – советник Представителя Совета Федерации Федерального Собрания РФ
1999–2001 годы – заместитель Главы администрации Орловской области, начальник департамента по управлению государственным имуществом, внешнеэкономических и межрегиональных связей, ценовой и молодежной политики, физической культуры и спорта. Куратор комитетов Орловской области по лицензированию, земельным ресурсам, земельного кадастра, регистрационной службы и службы по банкротству
2001 год – первый заместитель губернатора Орловской области, член коллегии администрации области
2001–2004 годы – член Совета Федерации Федерального Собрания РФ от администрации Орловской области, был заместителем председателя Комитета по обороне и безопасности, членом Комиссии Совета Федерации по Регламенту и организации парламентской деятельности, членом Комиссии по методологии реализации конституционных полномочий Совета Федерации
Является одним из создателей Орловского регионального отделения Всероссийской политической партии «Единая Россия».
2002–2007 годы – секретарь политического совета Орловского регионального отделения Всероссийской политической партии «Единая Россия».
2004–2006 годы – первый заместитель губернатора Орловской области, член коллегии администрации области, координировал реализацию национальных проектов в Орловской области, куратор управлений лицензирования, строительства и жилищно-коммунальной инфраструктуры, архитектуры, туризма, молодежи и спорта, госархитектурного надзора и внешнеэкономической деятельности.
2006–2007 годы – первый заместитель губернатора и председателя коллегии Орловской области, руководитель департамента внешнеэкономических связей Орловской области, куратор внешнеэкономической деятельности, предпринимательства, межрегиональных связей, туризма, физической культуры и спорта.
2007–2009 годы – заместитель генерального директора по стратегическим вопросам развития общества ЗАО «Холикон-Инвест» по вопросам стратегического планирования
2007–2016 годы – депутат Орловского областного Совета народных депутатов (двух созывов). Избирался по одномандатному округу № 1 Орла, одномандатному округу №17 Орловского района. Входил в состав депутатской фракции «Единая Россия», избирался секретарем политсовета Орловского регионального отделения Всероссийской политической партии «Единая Россия» Принимал участие в разработке проектов регионального бюджета, законодательных актов в сфере социальной инфраструктуры Орловской области. Разработал и внес на рассмотрение Орловского областного Совета народных депутатов ряд следующих социально значимых проектов федеральных законов: «Об основах государственной молодежной политики в Российской Федерации»; «О возмещении расходов на материальное обеспечение детей, оставшихся без попечения родителей и находящихся на полном государственном обеспечении», а также проектов законов Орловской области: «Об основах государственной молодежной политики в Орловской области»; «О внесении изменений в Закон Орловской области «О Почетном гражданине Орловской области»; «О государственной поддержке студенческих отрядов в Орловской области»; «О мерах социальной поддержки «Детей войны» в Орловской области»; «О государственной политике в сфере поддержки соотечественников за рубежом органами государственной власти в Орловской области».
2009–2013 годы — директор филиала ОАО «Газпром газораспределение» в Орловской области (до 2011 года – Орловский филиал ОАО «Газпромрегионгаз»).
2008–2011 годы – руководитель Орловского регионального отделения «Опора России».
С 2010 года – Президент Региональной общественной организации «Федерация современного пятиборья Орловской области».
1996–2014 годы – доцент кафедры политологии, государственного и муниципального управления Орловской региональной академии государственной службы (в н/в Среднерусский институт управления – филиал РАНХиГС).
2013–2014 годы – проректор Российского государственного университета туризма и сервиса.
2014–2018 годы – председатель Правления Орловского областного отделения Международного общественного фонда «Российский фонд мира»
2014-2025 годы – директор Среднерусского института управления - филиала Российской академии народного хозяйства и государственной службы при Президенте РФ, заведующий кафедрой политологии и государственной политики
С 2015 года – член регионального штаба Общероссийского народного фронта.
С 2018 года – председатель совета Регионального отделения Российского военно-исторического общества в Орловской области.
С 2019 года – член регионального политического совета Всероссийской политической партии «Единая Россия».
С 2020 года – Ректор Орловского государственного университета экономики и торговли.
С 2021 года – Заместитель Председателя Орловского областного Совета народных депутатов – председатель комитета по науке, молодежной политике и связям с общественными объединениями.
С 26 мая 2022 года - Председатель Совета ректоров высших учебных заведений Орловской области.
С 18 июля 2025 года назначен ректором ОГУ им. И.С. Тургенева
Женат, имеет сына и двух дочерей.

## Награды
- Знак ЦК ВЛКСМ «Молодой гвардеец XI пятилетки» I степени (1986)
- Юбилейный знак ЦК ВЛКСМ «70 лет ВЛКСМ» (1988)
- Грамота Государственного комитета Российской Федерации по делам молодёжи  (1997)
- Медаль ордена «За заслуги перед Отечеством» II степени (1998)[5]
- Почетные грамоты Совета Федерации Федерального Собрания РФ (2001, 2004)
- Орден Дружбы (2002)[5]
- Почетный работник сферы молодежной политики Российской Федерации (2002)
- Памятный знак «200 лет Министерству обороны Российской Федерации» (2002)
- Юбилейная медаль Федерации независимых профсоюзов России «100 лет профсоюзам  России» (2004)
- Медаль Совета Федерации Федерального Собрания Российской Федерации «Совет  Федерации. 15 лет» (2009)
- Медаль Всероссийского общества охраны памятников истории и культуры «За заслуги в сохранении наследия Отечества» (2010)
- Медаль Орловской области «За заслуги перед ветеранским движением» (2011)
- Благодарность ОАО «Газпромрегионгаз» (2011)
- Благодарность ОАО «Газпром» (2011)
- Почетная грамота Государственной Думы Федерального Собрания Российской Федерации (2012)
- Почетный знаком Совета Федерации Федерального Собрания Российской Федерации «За заслуги в развитии парламентаризма» (2013)
- Медаль Совета Федерации Федерального Собрания Российской Федерации «Совет Федерации. 20 лет» (2013)
- Почетная грамота Орловского областного Совета народных депутатов (2013)
- Почетная грамота ОАО «Газпромрегионгаз» (2013)
- Нагрудный знак «Защитнику Отечества» (2013)
- Почетная грамота Губернатора Орловской области (2014)
- Почетная грамота Министерства спорта Российской Федерации (2014)
- Почетная грамота Орловского городского Совета народных депутатов (2015)
- Золотая медаль Российского фонда мира (2015)
- Юбилейная памятная медаль Российского союза молодежи «25 лет РСМ» (2015)
- Благодарность Российской академии народного хозяйства и государственной службы при Президенте Российской Федерации (2015)
- Почетная грамота Российской академии народного хозяйства и государственной службы при Президенте Российской Федерации (2016, 2018)
- Награда Орловской области (юбилейный знак) «450 лет городу Орлу» (2016)
- Знак «В память 450-летия города Орла» (2016)
- Награда Администрации Губернатора и Правительства Орловской области «В память 450-летия города Орла» (2016)
- Почетная грамота Министерства образования и науки Российской Федерации (2016)
- Медаль Всероссийского общества охраны памятников истории и культуры «За заслуги в сохранении наследия Отечества» (2016)
- Почетный нагрудный знак «25 лет РСМ» (2016)
- Медаль Русской Православной Церкви «Славы и Чести» III степени (2016)
- Медаль Орловской епархии Русской Православной Церкви «Преподобного священномученика Кукши» II степени (2016)
- Медаль Орловской епархии Русской Православной Церкви «Преподобного священномученика Кукши» I степени (2017)
- Серебряная медаль Российского общества социологов (2017)
- Юбилейный знак «80 лет Орловской области» (2017)
- Медаль «Совет Федерации. 25 лет» (2018)
- Знак почтительности (почета) от Организации солдат и партизан, инвалидов войны с нацистами (Израиль; 2018)
- Юбилейная медаль «100 лет ВЧК-КГБ-ФСБ» (2018)
- Медаль Всероссийской общественной организации ветеранов (пенсионеров) войны, труда, Вооруженных Сил и правоохранительных органов «За заслуги перед ветеранским движением» (2018)
- Почетный орден ЦК КПРФ «100 лет Ленинскому комсомолу» (2018)
- Знак Российского союза молодежи «За заслуги» II степени («Серебряный») (2018)
- Орден Почета (2019)[12]
- Медаль «75 лет освобождения Орловской области от немецко-фашистских захватчиков» (2019)
- Памятная медаль «200-летие И.С. Тургенева» (2019)
- Почетный гражданин Хотынецкого района Орловской области (2018г.)
- Почетный гражданин Орловского района Орловской области (2019г.)
- Почетный работник сферы образования Российской Федерации (2020г.)[13]
- Награда Русской Православной Церкви "Орден Святого благоверного князя Даниила Московского" III степени (2022)[14]
- Орден Александра Невского (2025)[15]